# Miglianico
Miglianico – miejscowość i gmina we Włoszech, w regionie Abruzja, w prowincji Chieti.
Według danych na rok 2004 gminę zamieszkiwały 4503 osoby, 204,7 os./km².